# Because Music
Because Music è un'etichetta discografica indipendente con sedi a Parigi e Londra. Because Music SAS è l'etichetta principale, mentre Because Music Ltd opera come sussidiaria e gestisce solamente gli artisti britannici.

## Storia
Because Music è stata fondata nel 2004 dall'ex presidente di Virgin Records France e di EMI Continental Europe, Emmanuel de Buretel.
L'etichetta detiene una licenza esclusiva per tutti gli artisti di Ed Banger Records e Phantasy. Because Music è il distributore delle filiali di Atlantic Records come Big Beat e 300 Entertainment.
Nel 2017, Because ha acquisito i repertori di oltre 60 artisti da Warner Music Group, tra cui Mano Negra, The Beta Band, e la maggior parte degli artisti di London Records.
Nel gennaio 2018, Because ha firmato un accordo con Caroline Distribution (una divisione di Universal Music) per la distribuzione delle proprie pubblicazioni a partire dal 2019. In precedenza, la distribuzione era detenuta da Alternative Distribution Alliance della Warner Music e da Vice Records.

## Etichette sussidiarie
Elenco delle sub-etichette gestite da Because Music.
- Bacause UK
- Ed Banger Records
- Innovative Leisure
- Italians Do It Better
- Phantasy Sound
- Vietnam Label